# BXP衝鋒槍
BXP是一款由南非槍械製造商米切姆公司（英語：Mechem，目前是丹尼爾公司的其中一個部門，原來屬於阿姆斯科（英語：Armscor））於1980年代中期研製並且於1988年開始投入生產的冲锋枪，發射9×19毫米帕拉貝倫手枪子彈。

## 歷史
1970年代後期，由於南非在安哥拉的邊境戰爭期間推行的种族隔离政策，引起了國際爭議。因此，它受到國際武器禁運制裁，這時的南非有著不得不設計和生產自己的武器的必要性。這款武器的設計目的是給南非武裝部隊使用。在隨後的幾年中，BXP成為了南非軍隊的制式衝鋒槍。在生產的數年之間，這槍的生產權經歷過數次的轉移，由最初的米切姆公司交給米爾科姆（控股）有限公司生產，後來又交給目前的生產商，特維洛軍械生產有限公司（以2009年為準）。

## 設計細節
BXP與以色列烏茲衝鋒槍、美國MAC-10衝鋒槍在結構和外形上都有很大程度的相似，都採用钢製方型機匣，但另一方面也有改進之處。
這武器具有兩個版本，半自動型主要為警隊安全部隊採用，而全自動型則是為軍隊採用。全自動型使用了開放式槍栓進行射擊，而半自動型則是以閉鎖式槍機射擊。兩種版本都是採用反沖作用式操作原理。BXP亦採用了包絡式槍機，槍機閉鎖時會環繞槍管後部，以縮短全槍總長度。拉機柄位於機匣的頂部。BXP具有一個非常靈巧的保險桿以及獨立、扳機內建式發射模式選擇器。軍用全自動型版本在按下了扳機第一段時為單發射擊模式，而在完全按下扳機時為全自動模式。BXP還設有一個攔截缺口，如果槍機在待擊時被釋放但是阻鐵在此之前激活的話，會卡住槍機使之不能複進。BXP還在表面塗覆了兩層具有防銹性能的塗層，該塗層可作為全槍的潤滑劑。
由於BXP配備了各種各樣的膛口裝置，包括消聲器、槍管隔熱罩、消焰器、制退器，甚至槍榴彈發射器，該武器可以使用空包彈以及常規普通彈藥以發射非致命性和爆炸性彈藥。BXP還設有一個向下折疊式衝壓钢製槍托。BXP的標準瞄具為開放式瞄具，亦可以利用照門座配備其他雷射瞄準器、準直式瞄準鏡等輔助瞄準裝置。
BXP以高達1,000發／分鐘的理論射速射擊，208毫米（8.19英吋）的槍管長度平衡了全槍和保持合理準確。它可以把槍托向前摺疊以形成堅固的前握把使用，並可以在需要時單手射擊。

## 使用國
- 南非
  - 南非國防軍（於1984年開始服役）[1]

## 流行文化

### 电影
- 1997年—：原本由利奧（Leo，湯米·弗拉納根飾演）所使用，在利奧被殺害後該槍被卡斯特·特洛伊／肖恩·阿徹（Castor Troy/Sean Archer，飾演）所奪取。
- 2009年—：裝上Aimpoint Comp M2紅點鏡並且由私人軍事公司僱傭兵固斯特·文特爾（Koobus Venter，大衛·詹姆斯飾演）所使用。
- 2012年—：由罪犯茨維爾納（Zwirner，賈森·庫伯飾演）和其他多名打手所使用。
- 2015年—：鮮豔的粉紅色槍身，由尤蘭蒂（Yolandi，尤蘭蒂·維瑟飾演）所使用。

### 电视剧
- 2008年—《：救贖》：由非洲叛軍攻擊學校時所使用。
- 2012年—系列

## 資料來源
1. ↑  Miller, David (2001). The Illustrated Directory of 20th Century Guns. Salamander Books Ltd. ISBN 1-84065-245-4.

## 外部連結
- （英文）—Modern Firearms—BXP（页面存档备份，存于）
- （英文）—SecurityArms.com—BXP Tressitu（页面存档备份，存于）
- （英文）—Weapon.ge—Milkor BXP（页面存档备份，存于）
- （英文）—Military, Security and Civilian Guns and Equipment—BXP (SMG)（页面存档备份，存于）
- （英文）—Jane's Police and Homeland Security Equipment—Tressitu 9 mm BXP sub-machine gun (South Africa)（页面存档备份，存于）
- （俄文）—Энциклопедия Вооружений－Milkor BXP（页面存档备份，存于）
- （简体中文）—D Boy Gun World（槍炮世界）—BXP冲锋枪（页面存档备份，存于）
- （简体中文）—光明网—冲锋枪：南非9毫米BXP冲锋枪